# Elizabeth Town
Ne doit pas être confondu avec Elizabethtown ou Elizabethton.
Elizabeth Town est une petite ville de la vallée de la Meander River (en), au nord de la Tasmanie, en Australie.
La ville appartient à la zone d'administration locale du Conseil de la vallée Meander et à la circonscription électorale de Lyons.
Au recensement de 2006, Elizabeth Town et ses environs avait une population de 502 habitants[réf. souhaitée].

## Histoire
La ville est ainsi nommée en hommage à l'épouse du gouverneur Lachlan Macquarie, Elizabeth Campbell (en).

## Économie et services
Un bureau de poste a existé à Elizabeth Town à partir du 1er septembre 1860 et jusqu'en 1969.
L'aéroport le plus proche est celui de Devonport (IATA: DPO, ICAO: YDPO) à 33 km au nord-ouest d'Elizabeth Town. Devonport est également un port d'embarquement des ferries pour Melbourne.
Le tourisme artisanal fait partie des activités de la région d'Elizabeth Town, avec notamment des fromageries et des plantations de framboises.

## Crédit d'auteurs
- (en) Cet article est partiellement ou en totalité issu de l’article de Wikipédia en anglais intitulé « Elizabeth Town, Tasmania » (voir la liste des auteurs).